# Andy Timmons
Andy Timmons, född 16 juli 1963, är en amerikansk gitarrist. Han har bland annat spelat i bandet Danger Danger och gett ut instrumentala soloskivor med gitarren i centrum. Timmons har hämtat inspiration från bland annat Steve Lukather, gitarrist i Toto.

## Diskografi (urval)
Med Danger Danger
- 1989 – Danger Danger
- 1991 – Screw It!
- 2001 – Cockroach

Solo
- 1994 – Ear X-Tacy
- 1995 – I Still Have the Best Name Ever
- 1997 – Ear X-Tacy 2
- 1998 – Orange Swirl
- 1999 – The Spoken and the Unspoken
- 2000 – And-Thology 1 & 2: The Lost Ear X-tacy Tapes
- 2002 – That Was Then, This Is Now
- 2006 – Resolution
- 2011 – Andy Timmons Band Plays Sgt. Pepper

Andy Timmons & The Pawn Kings
- 1999 – Pawn Kings[2]
- 2004 – Pawn Kings Live[2]

Med Richard Hallebeek
- 2013 – RHPII: Pain in the Jazz[3]

Annat
- 2000 – An Acoustic Christmas (div. artister, Andy Timmons med "Greensleeves")
- 2011 – Hi-Jack (div. artister, Andy Timmons med på låten "Texas Instruments")